# Fridmans ekvationer
Fridmans ekvationer relaterar olika kosmologiska parametrar inom ramen för den allmänna relativitetsteorin.

## Historik
Ekvationerna härleddes av Aleksandr Fridman år 1922 från Einsteins fältekvationer under vissa symmetriantaganden lämpliga för en kosmologisk modell. Från dessa ekvationer härleddes Fridman-Lemaître-Robertson-Walkermetriken för en fluid med en given densitet och tryck. Ekvationerna är:
{\displaystyle H^{2}=\left({\frac {\dot {a}}{a}}\right)^{2}={\frac {8\pi G}{3}}\rho +{\frac {\Lambda c^{2}}{3}}-{\frac {k}{a^{2}}}}
{\displaystyle {\frac {\ddot {a}}{a}}=-{\frac {4\pi G}{3}}\left(\rho +3p\right)+{\frac {\Lambda c^{2}}{3}}}
där {\displaystyle \rho } och {\displaystyle p} är densiteten och trycket hos fluiden, {\displaystyle \Lambda } är den kosmologiska konstanten som möjligen kan förklaras av vakuumenergin, {\displaystyle G} är gravitationskonstanten, {\displaystyle c} är ljusets hastighet, {\displaystyle k} ger universums krökning, och {\displaystyle a} är skalfaktorn. Hubbleparametern {\displaystyle H} är expansionshastigheten hos universum, ett värde som kan ändras med tiden om andra delar av ekvationen är tidsberoende särskilt energidensiteten, vakuumenergin och krökningen. En bestämning av Hubbleparameterns värde nu ger Hubblekonstanten, som är proportionalitetsfaktorn i Hubbles lag. Tillämpad på en fluid med en given tillståndsekvation ger Fridmans ekvationer utvecklingen i tiden och geometrin hos universum som en funktion av fluiddensiteten. 
Vissa kosmologer kallar den andra av de båda ekvationerna för accelerationsekvationen och reserverar begreppet Fridmans ekvation för den första av ekvationerna.

## Densitetsparametern
Den första av Fridmans ekvationer definierar en densitetsparameter som är användbar för att jämföra olika kosmologiska modeller:
{\displaystyle \Omega \equiv {\frac {\rho }{\rho _{c}}}={\frac {8\pi G}{3H^{2}}}\rho }
Denna term användes ursprungligen till att bestämma universums geometri och där {\displaystyle \rho _{c}} är den kritiska densitet då universum är platt. Om vakuumenergins densitet är noll och {\displaystyle \Omega } är större än 1 så är geometrin sluten. Om {\displaystyle \Omega } är mindre än 1 så är universum öppet. Emellertid kan man också inkludera krökningen och vakuumenergin i ett mer generaliserat uttryck för {\displaystyle \Omega } så att denna energidensitetsparameter blir exakt 1. Då handlar det om att mäta de olika komponenterna som vanligtvis markeras med olika indices. Enligt Lambda-CDM-modellen är de viktiga komponenterna hos {\displaystyle \Omega } baryoner, kall mörk materia och mörk energi. Rumtidens geometri är i det allra närmaste helt platt enligt mätningar som gjorts av sonden WMAP vilket betyder att krökningsparametern κ är noll. 
Den första av Fridmans ekvationer skrivs ofta i en form med densitetsparametrar.
{\displaystyle {\frac {H^{2}}{H_{0}^{2}}}=\Omega _{R}a^{-4}+\Omega _{M}a^{-3}+\Omega _{\lambda }-{\frac {k}{a^{2}}}}
Här är {\displaystyle \Omega _{R}} är densitetsparameterna för strålning, {\displaystyle \Omega _{M}} är densitetsparameterna för materia (mörk materia plus baryonisk materia) och {\displaystyle \Omega _{\lambda }} är den kosmologiska konstanten eller densiteten för vakuumenergin.

## Fridmans ekvation med annan skala
Sätt a=ãa0, ρc=3H02/8π, ρ=ρcΩ, {\displaystyle t={\tilde {t}}/H_{0}}, Ωc=-κ/H02a02
där a0 och H0 är dagens värde på skalfaktorn respektive Hubbleparametern.
Då fås
{\displaystyle {\frac {1}{2}}\left({\frac {d{\tilde {a}}}{d{\tilde {t}}}}\right)^{2}+U_{eff}({\tilde {a}})={\frac {1}{2}}\Omega _{c}}
där Ueff(ã)=Oã2/2.
För varje form av den effektiva potentialen Ueff(ã), finns det en tillståndsekvation p=p(ρ) som ger ekvationen.

## I populärkultur
Flera studenter vid Tsinghuauniversitetet (Kinas president Xi Jinpings alma mater) som deltog i Covid-19-protesterna i Kina 2022 bar plakat med Fridmans ekvationer, vilket av vissa uttolkats som en anspelning på orden "Free man". Andra har uttolkat hänvisningen till ekvationerna som en uppmaning att "öppna upp" Kina och upphöra med sin nolltolerans mot covid, där Fridmans ekvationer behandlar universums expansion, eller dess "öppnande".